# Кеннет (город, Миннесота)
Кеннет (англ. Kenneth) — город в округе Рок, штат Миннесота, США. На площади 2,7 км² (2,7 км² — суша, водоёмов нет), согласно переписи 2002 года, проживают 61 человек. Плотность населения составляет 22,3 чел./км².
- Телефонный код города — 507
- Почтовый индекс — 56147
- FIPS-код города — 27-32750[1]
- GNIS-идентификатор — 0646096[2]